# Westeregeln
Westeregeln este o comună din landul Saxonia-Anhalt, Germania.